# Toronto Roma
Il Toronto Roma era una squadra canadese di calcio con sede a Toronto, Ontario.

## Storia
La squadra venne fondata a Toronto negli anni '50 del XX secolo come Sparta Athletic Club of Toronto come espressione della locale comunità ceca. Dopo aver vinto la Continental Soccer League nel 1955 si iscrisse alla NSL.
Dal 1958 la squadra iniziò ad ingaggiare numerosi giocatori di origine britannica e nel 1959 diviene proprietà dell'austriaco Ernst Ruziczka, che pur investendo molte risorse non riuscì ad ottenere risultati di rilievo.
Nel gennaio 1960 la squadra passa ad un gruppo di investitori italiani che rinominarono la squadra Roma FC, benché venne costretta a disputare la stagione 1960 ancora con il vecchio nome per ragioni regolamentari. La nuova proprietà ingaggiò numerosi calciatori italiani o di origine italiana. Nel gennaio 1961 assunse ufficialmente il nome di Toronto Roma, aggiudicandosi la stagione regolare del campionato 1961, perdendo però i playoff per il titolo.
Nel 1962 la società si iscrive alla professionistica Eastern Canada Professional Soccer League, vincendo nella stagione d'esordio la regular season ma perdendo in semifinale i playoff per il titolo. Nel 1965 diviene Toronto Inter-Roma.
Nella stagione 1966, l'ultima della ECPSL, chiuse la regular season al secondo posto, vincendo però la finale playoff per il titolo contro il Toronto Italia-Falcons.
Nella stagione 1967 torna a giocare nella NSL come Toronto Roma, ottenendo il secondo posto nella regular season: non partecipò però ai playoff per il titolo perché la squadra si ritirò e poi cessò ogni attività.

## Palmarès

### Competizioni nazionali
- Eastern Canada Professional Soccer League: 1

1966